# فیلادلفیا واریرز در فصل ۴۷–۱۹۴۶
بی‌ای‌ای فصل ۴۷–۱۹۴۶ نخستین فصل حضور فیلادلفیا واریرز در بی‌ای‌ای (که بعدها به ان‌بی‌ای تبدیل شد) می‌باشد. واریرز توانست با کسب نخستین عنوان قهرمانی خود، فصل را به پایان برساند.

## فصل عادی

### جدول رده‌بندی فصل
| # | بخش شرق             | بخش شرق | بخش شرق | بخش شرق  | بخش شرق       |
| # | تیم                 | برد     | باخت    | درصد برد | بازی‌های پشت‌سر |
| - | ------------------- | ------- | ------- | -------- | ------------- |
| ۱ | x-واشینگتن کاپیتالز | ۴۹      | ۱۱      | ۰٫۸۱۷    | –             |
| ۲ | x-فیلادلفیا واریرز  | ۳۵      | ۲۵      | ۰٫۵۸۳    | ۱۴            |
| ۳ | x-نیویورک نیکس      | ۳۳      | ۲۷      | ۰٫۵۵۰    | ۱۶            |
| ۴ | پراویدنس استیمرولرز | ۲۸      | ۳۲      | ۰٫۴۶۷    | ۲۱            |
| ۵ | بوستون سلتیکس       | ۲۲      | ۳۸      | ۰٫۳۶۷    | ۲۷            |
| ۶ | تورنتو هاسکیس       | ۲۲      | ۳۸      | ۰٫۳۶۷    | ۲۷            |

### رکورد برابر رقیبان
| رکوردهای بی‌ای‌ای ۴۷–۱۹۴۶ | رکوردهای بی‌ای‌ای ۴۷–۱۹۴۶ | رکوردهای بی‌ای‌ای ۴۷–۱۹۴۶ | رکوردهای بی‌ای‌ای ۴۷–۱۹۴۶ | رکوردهای بی‌ای‌ای ۴۷–۱۹۴۶ | رکوردهای بی‌ای‌ای ۴۷–۱۹۴۶ | رکوردهای بی‌ای‌ای ۴۷–۱۹۴۶ | رکوردهای بی‌ای‌ای ۴۷–۱۹۴۶ | رکوردهای بی‌ای‌ای ۴۷–۱۹۴۶ | رکوردهای بی‌ای‌ای ۴۷–۱۹۴۶ | رکوردهای بی‌ای‌ای ۴۷–۱۹۴۶ | رکوردهای بی‌ای‌ای ۴۷–۱۹۴۶ |
| تیم                     | BOS                     | CHI                     | CLE                     | DET                     | NYK                     | PHI                     | PIT                     | PRO                     | STL                     | TOR                     | WAS                     |
| ----------------------- | ----------------------- | ----------------------- | ----------------------- | ----------------------- | ----------------------- | ----------------------- | ----------------------- | ----------------------- | ----------------------- | ----------------------- | ----------------------- |
| بوستون سلتیکس           | —                       | ۰–۶                     | ۲–۴                     | ۳–۳                     | ۴–۲                     | ۱–۵                     | ۵–۱                     | ۱–۵                     | ۱–۵                     | ۴–۲                     | ۱–۵                     |
| شیکاگو استگز            | ۶–۰                     | —                       | ۵–۱                     | ۳–۳                     | ۳–۳                     | ۵–۱                     | ۶–۰                     | ۳–۳                     | ۳–۴                     | ۴–۲                     | ۱–۵                     |
| کلیولند ریبلز           | ۴–۲                     | ۱–۵                     | —                       | ۴–۲                     | ۴–۲                     | ۳–۳                     | ۴–۲                     | ۲–۴                     | ۱–۵                     | ۶–۰                     | ۱–۵                     |
| دیترویت فالکونز         | ۳–۳                     | ۳–۳                     | ۲–۴                     | —                       | ۱–۵                     | ۲–۴                     | ۳–۳                     | ۲–۴                     | ۰–۶                     | ۳–۳                     | ۱–۵                     |
| نیویورک نیکس            | ۲–۴                     | ۳–۳                     | ۲–۴                     | ۵–۱                     | —                       | ۲–۴                     | ۶–۰                     | ۴–۲                     | ۴–۲                     | ۳–۳                     | ۲–۴                     |
| فیلادلفیا واریرز        | ۵–۱                     | ۱–۵                     | ۳–۳                     | ۴–۲                     | ۴–۲                     | —                       | ۵–۱                     | ۴–۲                     | ۳–۳                     | ۵–۱                     | ۱–۵                     |
| پیتسبورگ آیرونمن        | ۱–۵                     | ۰–۶                     | ۲–۴                     | ۳–۳                     | ۰–۶                     | ۱–۵                     | —                       | ۳–۳                     | ۱–۵                     | ۳–۳                     | ۱–۵                     |
| پراویدنس استیمرولرز     | ۵–۱                     | ۳–۳                     | ۴–۲                     | ۴–۲                     | ۲–۴                     | ۲–۴                     | ۳–۳                     | —                       | ۲–۴                     | ۳–۳                     | ۰–۶                     |
| سنت لوئیس بامبرز        | ۵–۱                     | ۴–۳                     | ۵–۱                     | ۶–۰                     | ۲–۴                     | ۳–۳                     | ۵–۱                     | ۴–۲                     | —                       | ۲–۴                     | ۲–۴                     |
| تورنتو هاسکیس           | ۲–۴                     | ۲–۴                     | ۰–۶                     | ۳–۳                     | ۳–۳                     | ۱–۵                     | ۳–۳                     | ۳–۳                     | ۴–۲                     | —                       | ۱–۵                     |
| واشینگتن کاپیتالز       | ۵–۱                     | ۵–۱                     | ۵–۱                     | ۵–۱                     | ۴–۲                     | ۵–۱                     | ۵–۱                     | ۶–۰                     | ۴–۲                     | ۵–۱                     | —                       |

### کارنامه بازی
| #  | تاریخ     | هماورد      | نتیجه             | بیشترین امتیازات      | رکورد |
| ۱  | نوامبر ۷  | پیتسبورگ    | ۸۱–۷۵             | Joe Fulks (۲۵)        | ۱–۰   |
| ۲  | نوامبر ۱۴ | واشینگتن    | ۶۸–۶۵             | Joe Fulks (۱۹)        | ۲–۰   |
| ۳  | نوامبر ۱۹ | سنت لوئیس   | ۶۳–۶۶             | Joe Fulks (۲۴)        | ۲–۱   |
| ۴  | نوامبر ۲۱ | شیکاگو      | ۶۳–۶۵             | Fred Sheffield (۱۴)   | ۲–۲   |
| ۵  | نوامبر ۲۶ | بوستون      | ۶۶–۵۴             | Angelo Musi (۱۶)      | ۳–۲   |
| ۶  | نوامبر ۲۸ | دیترویت     | ۵۵–۶۸             | Fulks, Rosenberg (۱۴) | ۳–۳   |
| ۷  | نوامبر ۳۰ | @ نیویورک   | ۶۰–۶۴ (وقت اضافه) | Joe Fulks (۲۶)        | ۳–۴   |
| ۸  | دسامبر ۳  | پراویدنس    | ۷۶–۶۸             | Joe Fulks (۳۷)        | ۴–۴   |
| ۹  | دسامبر ۵  | نیویورک     | ۶۲–۵۱             | Angelo Musi (۲۰)      | ۵–۴   |
| ۱۰ | دسامبر ۷  | @ سنت لوئیس | ۵۷–۴۷             | Joe Fulks (۱۸)        | ۶–۴   |
| ۱۱ | دسامبر ۸  | @ کلیولند   | ۶۶–۷۲             | Joe Fulks (۲۵)        | ۶–۵   |
| ۱۲ | دسامبر ۱۰ | @ تورنتو    | ۸۵–۷۳             | Joe Fulks (۲۹)        | ۷–۵   |
| ۱۳ | دسامبر ۱۲ | واشینگتن    | ۴۹–۶۴             | Joe Fulks (۱۷)        | ۷–۶   |
| ۱۴ | دسامبر ۱۴ | @ بوستون    | ۶۵–۷۷             | Joe Fulks (۲۸)        | ۷–۷   |
| ۱۵ | دسامبر ۱۷ | دیترویت     | ۵۷–۴۹             | Angelo Musi (۱۴)      | ۸–۷   |
| ۱۶ | دسامبر ۱۹ | کلیولند     | ۵۸–۴۴             | Joe Fulks (۲۶)        | ۹–۷   |
| ۱۷ | دسامبر ۲۱ | @ واشینگتن  | ۵۶–۶۸             | Joe Fulks (۲۹)        | ۹–۸   |
| ۱۸ | دسامبر ۲۶ | پیتسبورگ    | ۵۳–۴۶             | Joe Fulks (۲۲)        | ۱۰–۸  |
| ۱۹ | دسامبر ۲۷ | @ بوستون    | ۶۳–۶۰             | Joe Fulks (۲۵)        | ۱۱–۸  |
| ۲۰ | دسامبر ۲۹ | @ سنت لوئیس | ۶۸–۷۵             | Joe Fulks (۲۹)        | ۱۱–۹  |
| ۲۱ | دسامبر ۳۰ | @ پیتسبورگ  | ۶۲–۶۰             | Joe Fulks (۱۹)        | ۱۲–۹  |
| ۲۲ | ژانویه ۲  | پراویدنس    | ۸۴–۷۲             | Joe Fulks (۳۵)        | ۱۳–۹  |
| ۲۳ | ژانویه ۴  | @ پراویدنس  | ۷۴–۷۸             | Joe Fulks (۳۱)        | ۱۳–۱۰ |
| ۲۴ | ژانویه ۸  | @ پیتسبورگ  | ۶۳–۶۷             | Joe Fulks (۱۹)        | ۱۳–۱۱ |
| ۲۵ | ژانویه ۹  | تورنتو      | ۷۴–۵۵             | Joe Fulks (۳۵)        | ۱۴–۱۱ |
| ۲۶ | ژانویه ۱۱ | @ دیترویت   | ۵۶–۵۸             | Joe Fulks (۲۰)        | ۱۴–۱۲ |
| ۲۷ | ژانویه ۱۲ | @ شیکاگو    | ۷۲–۷۵             | Joe Fulks (۳۲)        | ۱۴–۱۳ |
| ۲۸ | ژانویه ۱۴ | @ تورنتو    | ۱۰۴–۷۴            | Joe Fulks (۴۱)        | ۱۵–۱۳ |
| ۲۹ | ژانویه ۱۶ | شیکاگو      | ۷۸–۸۴             | Joe Fulks (۳۶)        | ۱۵–۱۴ |
| ۳۰ | ژانویه ۲۱ | بوستون      | ۵۹–۴۳             | Joe Fulks (۲۲)        | ۱۶–۱۴ |
| ۳۱ | ژانویه ۲۲ | @ واشینگتن  | ۵۵–۵۷             | Joe Fulks (۲۰)        | ۱۶–۱۵ |
| ۳۲ | ژانویه ۲۳ | کلیولند     | ۸۳–۷۸             | Joe Fulks (۲۸)        | ۱۷–۱۵ |
| ۳۳ | ژانویه ۲۵ | @ دیترویت   | ۶۱–۵۵             | Joe Fulks (۲۳)        | ۱۸–۱۵ |
| ۳۴ | ژانویه ۲۶ | @ شیکاگو    | ۵۷–۶۳             | Joe Fulks (۱۹)        | ۱۸–۱۶ |
| ۳۵ | ژانویه ۳۰ | نیویورک     | ۶۵–۵۸             | Joe Fulks (۱۸)        | ۱۹–۱۶ |
| ۳۶ | فوریه ۱   | @ نیویورک   | ۷۱–۶۳             | Joe Fulks (۳۱)        | ۲۰–۱۶ |
| ۳۷ | فوریه ۳   | @ بوستون    | ۶۱–۵۵             | Howie Dallmar (۲۲)    | ۲۱–۱۶ |
| ۳۸ | فوریه ۴   | پراویدنس    | ۷۵–۶۸             | Joe Fulks (۱۹)        | ۲۲–۱۶ |
| ۳۹ | فوریه ۶   | تورنتو      | ۷۹–۶۱             | Joe Fulks (۳۷)        | ۲۳–۱۶ |
| ۴۰ | فوریه ۸   | @ پراویدنس  | ۵۸–۶۷             | Howie Dallmar (۱۹)    | ۲۳–۱۷ |
| ۴۱ | فوریه ۱۱  | سنت لوئیس   | ۷۵–۵۹             | Joe Fulks (۲۵)        | ۲۴–۱۷ |
| ۴۲ | فوریه ۱۳  | کلیولند     | ۶۱–۴۸             | Joe Fulks (۱۹)        | ۲۵–۱۷ |
| ۴۳ | فوریه ۱۵  | @ واشینگتن  | ۶۰–۷۰             | Joe Fulks (۱۸)        | ۲۵–۱۸ |
| ۴۴ | فوریه ۱۶  | @ کلیولند   | ۷۱–۷۵             | Joe Fulks (۲۳)        | ۲۵–۱۹ |
| ۴۵ | فوریه ۲۰  | پیتسبورگ    | ۷۸–۶۶             | Joe Fulks (۳۴)        | ۲۶–۱۹ |
| ۴۶ | فوریه ۲۳  | @ سنت لوئیس | ۶۶–۷۱             | Angelo Musi (۲۲)      | ۲۶–۲۰ |
| ۴۷ | فوریه ۲۴  | @ پیتسبورگ  | ۶۹–۶۷             | Joe Fulks (۲۲)        | ۲۷–۲۰ |
| ۴۸ | فوریه ۲۶  | سنت لوئیس   | ۷۵–۶۵             | Joe Fulks (۲۵)        | ۲۸–۲۰ |
| ۴۹ | فوریه ۲۸  | @ تورنتو    | ۶۹–۷۷             | Joe Fulks (۲۳)        | ۲۸–۲۱ |
| ۵۰ | مارس ۲    | @ کلیولند   | ۶۹–۷۲             | Joe Fulks (۲۱)        | ۲۸–۲۲ |
| ۵۱ | مارس ۳    | تورنتو      | ۷۶–۶۶             | Joe Fulks (۲۵)        | ۲۹–۲۲ |
| ۵۲ | مارس ۶    | نیویورک     | ۵۹–۶۱             | Joe Fulks (۲۰)        | ۲۹–۲۳ |
| ۵۳ | مارس ۱۱   | واشینگتن    | ۷۷–۸۰             | Art Hillhouse (۲۰)    | ۲۹–۲۴ |
| ۵۴ | مارس ۱۳   | بوستون      | ۸۱–۵۷             | Joe Fulks (۲۵)        | ۳۰–۲۴ |
| ۵۵ | مارس ۱۴   | @ شیکاگو    | ۶۷–۷۰             | Dallmar, Fulks (۱۸)   | ۳۰–۲۵ |
| ۵۶ | مارس ۱۶   | @ دیترویت   | ۶۷–۶۱             | Joe Fulks (۱۶)        | ۳۱–۲۵ |
| ۵۷ | مارس ۲۰   | دیترویت     | ۷۷–۷۵             | Joe Fulks (۱۵)        | ۳۲–۲۵ |
| ۵۸ | مارس ۲۲   | @ پراویدنس  | ۱۰۳–۸۲            | Joe Fulks (۲۴)        | ۳۳–۲۵ |
| ۵۹ | مارس ۲۷   | شیکاگو      | ۸۰–۷۳             | Joe Fulks (۳۴)        | ۳۴–۲۵ |
| ۶۰ | مارس ۳۰   | @ نیویورک   | ۷۶–۷۲             | Art Hillhouse (۱۸)    | ۳۵–۲۵ |

## بازی‌های حذفی

### دور یکم
(شرق۲) فیلادلفیا واریرز برابر. (غرب۲) سنت لوئیس بامبرز: واریرز پیروز سری ۲–۱
- بازی ۱ @ فیلادلفیا: فیلادلفیا ۷۳, سنت لوئیس ۶۸
- بازی ۲ @ سنت لوئیس: سنت لوئیس ۷۳, فیلادلفیا ۵۱
- بازی ۳ @ سنت لوئیس: فیلادلفیا ۷۵, سنت لوئیس ۵۹

### نیمه‌نهایی‌های بی‌ای‌ای
(شرق۲) فیلادلفیا واریرز برابر. (شرق۳) نیویورک نیکس: واریرز پیروز سری ۲–۰
- بازی ۱ @ فیلادلفیا: فیلادلفیا ۸۲, نیویورک ۷۰
- بازی ۲ @ نیویورک: فیلادلفیا ۷۲, نیویورک ۵۳

### فینال‌های بی‌ای‌ای
فیلادلفیا واریرز برابر. شیکاگو استگز: واریرز پیروز سری ۴–۱
- بازی ۱ @ فیلادلفیا: فیلادلفیا ۸۴, شیکاگو ۷۱
- بازی ۲ @ فیلادلفیا: فیلادلفیا ۸۵, شیکاگو ۷۴
- بازی ۳ @ شیکاگو: فیلادلفیا ۷۵, شیکاگو ۷۲
- بازی ۴ @ شیکاگو: شیکاگو ۷۴, فیلادلفیا ۷۳
- بازی ۵ @ فیلادلفیا: فیلادلفیا ۸۳, شیکاگو ۸۰

## آمارهای بازیکنان

### فصل عادی
برجسته – صدرنشینان (واجد شرایط)

* – رکورد آمارهای ثبت شده هنگام بازی برای فیلادلفیا
| بازیکن           | GP | GS | MPG | FG%   | 3FG% | FT%   | RPG | APG | SPG | BPG | PPG  |
| ---------------- | -- | -- | --- | ----- | ---- | ----- | --- | --- | --- | --- | ---- |
| Howie Dallmar    | ۶۰ | –  | –   | ۰٫۲۸۰ | –    | ۰٫۶۴۰ | –   | ۱٫۷ | –   | –   | ۸٫۸  |
| Jerry Fleishman  | ۵۹ | –  | –   | ۰٫۲۶۱ | –    | ۰٫۵۴۳ | –   | ۰٫۷ | –   | –   | ۴٫۵  |
| Joe Fulks        | ۶۰ | –  | –   | ۰٫۳۰۵ | –    | ۰٫۷۳۰ | –   | ۰٫۴ | –   | –   | ۲۳٫۲ |
| Matt Guokas      | ۴۷ | –  | –   | ۰٫۲۶۹ | –    | ۰٫۵۵۳ | –   | ۰٫۲ | –   | –   | ۱٫۷  |
| Art Hillhouse    | ۶۰ | –  | –   | ۰٫۲۹۱ | –    | ۰٫۷۲۳ | –   | ۰٫۷ | –   | –   | ۶٫۰  |
| Ralph Kaplowitz* | ۳۰ | –  | –   | ۰٫۲۹۱ | –    | ۰٫۷۳۸ | –   | ۰٫۴ | –   | –   | ۷٫۰  |
| John Murphy*     | ۱۱ | –  | –   | ۰٫۲۰۰ | –    | ۰٫۶۶۷ | –   | ۰٫۰ | –   | –   | ۰٫۷  |
| Angelo Musi      | ۶۰ | –  | –   | ۰٫۲۸۱ | –    | ۰٫۸۲۹ | –   | ۰٫۴ | –   | –   | ۹٫۴  |
| Petey Rosenberg  | ۵۱ | –  | –   | ۰٫۲۰۹ | –    | ۰٫۶۱۲ | –   | ۰٫۵ | –   | –   | ۲٫۹  |
| Jerry Rullo      | ۵۰ | –  | –   | ۰٫۲۹۹ | –    | ۰٫۴۸۹ | –   | ۰٫۴ | –   | –   | ۲٫۵  |
| George Senesky   | ۵۸ | –  | –   | ۰٫۲۶۷ | –    | ۰٫۶۶۱ | –   | ۰٫۶ | –   | –   | ۶٫۳  |
| Fred Sheffield*  | ۲۲ | –  | –   | ۰٫۱۹۹ | –    | ۰٫۶۱۵ | –   | ۰٫۲ | –   | –   | ۳٫۴  |

### بازی‌های حذفی
| بازیکن          | GP | GS | MPG | FG%   | 3FG% | FT%   | RPG | APG | SPG | BPG | PPG  |
| --------------- | -- | -- | --- | ----- | ---- | ----- | --- | --- | --- | --- | ---- |
| Howie Dallmar   | ۱۰ | –  | –   | ۰٫۲۵۰ | –    | ۰٫۷۵۰ | –   | ۱٫۶ | –   | –   | ۸٫۲  |
| Jerry Fleishman | ۹  | –  | –   | ۰٫۳۱۴ | –    | ۰٫۷۲۲ | –   | ۰٫۳ | –   | –   | ۶٫۳  |
| Joe Fulks       | ۱۰ | –  | –   | ۰٫۲۸۸ | –    | ۰٫۷۸۷ | –   | ۰٫۳ | –   | –   | ۲۲٫۲ |
| Matt Guokas     | ۸  | –  | –   | ۰٫۱۱۱ | –    | ۰٫۴۰۰ | –   | ۰٫۰ | –   | –   | ۰٫۵  |
| Art Hillhouse   | ۱۰ | –  | –   | ۰٫۲۶۴ | –    | ۰٫۸۴۸ | –   | ۰٫۸ | –   | –   | ۸٫۷  |
| Ralph Kaplowitz | ۱۰ | –  | –   | .۲۲۴  | –    | ۰٫۸۱۵ | –   | ۰٫۶ | –   | –   | ۶٫۶  |
| Angelo Musi     | ۱۰ | –  | –   | ۰٫۳۰۰ | –    | ۰٫۷۲۴ | –   | ۰٫۵ | –   | –   | ۱۱٫۷ |
| Petey Rosenberg | ۹  | –  | –   | ۰٫۰۸۳ | –    | ۰٫۰۰۰ | –   | ۰٫۳ | –   | –   | ۰٫۲  |
| Jerry Rullo     | ۷  | –  | –   | ۰٫۲۳۱ | –    | ۱٫۰۰۰ | –   | ۰٫۰ | –   | –   | ۱٫۰  |
| George Senesky  | ۱۰ | –  | –   | ۰٫۳۱۷ | –    | ۰٫۸۰۸ | –   | ۰٫۸ | –   | –   | ۱۰٫۹ |

## نقل و انتقالات

### خریدها
| بازیکن          | تاریخ خریده شدن | تیم پیشین    |
| --------------- | --------------- | ------------ |
| Ralph Kaplowitz | ۱۶ ژانویه ۱۹۴۷  | نیویورک نیکس |

## جوایز و رکوردها
- Joe Fulks, قهرمان امتیازآوری ان‌بی‌ای
- Joe Fulks, تیم نخست آل-ان‌بی‌ای